# Pursuit of Glory
Pursuit of Glory (titolo completo: Pursuit of Glory: The Great War in the Near East) è un wargame per due giocatori progettato da Brad Stock, pubblicato nel 2008 dalla GMT Games e basato sul sistema ideato da Ted Raicer per Paths of Glory.
Il gioco consente di simulare la prima guerra mondiale nello scenario del Medio Oriente e dei Balcani, mettendo in evidenza la complessa situazione a cui deve fare fronte l'Impero ottomano, attaccato sul fronte del Caucaso dalla Russia ed in Egitto e Mesopotamia dal Regno Unito.
Uno dei due giocatori assume il ruolo della Turchia, supportata da alcune unità delle altre Potenze Centrali (Germania, Impero austro-ungarico e Bulgaria), l'altro giocatore controlla Regno Unito, Russia e le unità militari degli altri Alleati presenti nel teatro balcanico e mediorientale (Francia, Serbia, Romania e Grecia).

## Componenti

### La Mappa
La mappa di gioco rappresenta la zona delle operazioni militari nel Medio Oriente e nei Balcani durante la prima guerra mondiale, in particolare i territori appartenenti all'Impero ottomano nel 1914 ed i territori ad esso immediatamente adiacenti in Europa, Asia ed Africa. 
Sulla mappa sono presenti numerosi spazi, collegati fra loro, ognuno dei quali è in corrispondenza ad una particolare area geografica. Gli spazi inoltre si differenziano fra loro per il tipo di territorio (pianura, montagna, palude, foresta e deserto), in modo da consentire un certo vantaggio alle unità militari che si difendono in un territorio accidentato. La zona di Gallipoli, teatro dello sbarco alleato nel 1915, è rappresentata ad una scala maggiore per consentire di simulare meglio le operazioni militari.
All'inizio di ogni scenario ciascuno spazio sulla mappa può essere:
- controllato dagli Alleati
- controllato dalle Potenze Centrali
- neutrale

### Le unità militari
Le pedine utilizzate sull mappa di gioco rappresentano le diverse unità militari impegnate nel conflitto e sono di due tipi: i corpi (definiti Large Combat Unit, LCU) e le divisioni (definite Small Combat Unit, SCU).
Ogni pedina ha due facce: la prima indica l'unità militare a piena forza, la seconda indica che l'unità è a forza ridotta. Su ciascuna delle due facce sono presenti 3 numeri:
- Fattore di Combattimento
- Fattore di Perdita
- Capacità di Movimento

Il primo si usa in combattimento, il secondo indica la resistenza delle unità al fuoco nemico, il terzo indica il numero massimo di spazi adiacenti che l'unità può percorrere.

## Scenari
Sono previsti due scenari:
- Campagna, 18 turni (1914-1918)
- Guerra Totale, (1916-1918)

## Sequenza di gioco
1 Mandated Offensive (offensiva obbligatoria)
Entrambi i giocatori lanciano un dado e si verificano i risultati su due tabelle.
Per il giocatore alleato (AP) ci sono sette possibilità:
- Attacco di unità russe
- Attacco di unità del Commonwealth (britannici, indiani e ANZAC)
- Attacco nella parte orientale della mappa (Mesopotamia e Persia)
- Attacco nei Balcani
- Attacco in Egitto
- Nessun attacco necessario
- Divieto di attacco per i britannici (le risorse devono essere impiegate sul fronte occidentale)

Per le Potenze Centrali (CP) ci sono meno opzioni:
- Attaccare i russi
- Attaccare unità unità britanniche, indiane o ANZAC
- Attaccare con i turchi
- Enver to the Front, che comporta due attacchi obbligati, uno scelto dal giocatore CP, l'altro dal giocatore alleato.

Per entrambi i giocatori il mancato rispetto del risultato si traduce in un Punto Vittoria di penalità
2 Action Phase (fase azioni)
esattamente come in Paths of Glory, la fase azioni si compone di sei round azioni durante i quali si utilizzano le carte ricevute alla fine del turno precedente
3 Attrition Phase (fase attrito)
Le unità fuori rifornimento (out of supply, abbreviato con OOS) sono eliminate dal gioco.
4 Siege Phase (fase assedio)
In questa fase le fortezze sotto assedio possono essere conquistate.
5 Revolution Phase (fase rivoluzione)
La Revolution Phase è una nuova ed importante fase - non presente in PoG - che coinvolge la Jihad e le tappe verso la Rivoluzione Russa
6 War Status Phase (fase stato di guerra)
Nella fase War Status si controllano modifiche ai punti vittoria, le condizioni per un armistizio ed il collasso di alcune nazioni belligeranti. Inoltre se uno o entrambi i war commitment level aumentano a sufficienza, vengono aggiunte nuove carte ai mazzi di carte strategiche, esattamente come in Paths of Glory. I tre livelli dal war commitment sono:
- Mobilization (Mobilizzazione, il livello iniziale nel gioco)
- Limited War (Guerra limitata)
- Total War (Guerra totale)

7 Replacement Phase (fase rimpiazzi)
Durante la fase rimpiazzi i giocatori, usando i punti rimpiazzo (RP) acquisiti durante la fase azioni, ricostruiscono le unità militare distrutte e riparano quelle presenti sulla mappa.
8 Draw Strategy Card Phase (fase distribuzione carte).
I giocatori possono scartare eventuali Combat Cards (carte di combattimento) ancora presenti nella loro mano e ricevono nuove carte dal mazzo in modo da giocare il turno successivo con sette carte (otto usando una regola opzionale).